# Liste des conseillers régionaux du Nord
La liste des conseillers régionaux du Nord est actuellement composé de 69 conseillers régionaux sur les 170 élus qui composent le Conseil régional des Hauts-de-France.

## Mandature

### 2021-2028
La liste des 69 conseillers régionaux du Nord : 
| Identité | Identité              | Parti    | Groupe                            |
| -------- | --------------------- | -------- | --------------------------------- |
|          | Laurent Rigaud        | DVD      | Les Républicains et apparentés    |
|          | Sébastien Huyghe      | LR       | Les Républicains et apparentés    |
|          | Marie-Sophie Lesne    | LR       | Les Républicains et apparentés    |
|          | Nathalie Drobinoha    | LR       | Les Républicains et apparentés    |
|          | Franck Dhersin        | Horizons | Les Républicains et apparentés    |
|          | Florence Bariseau     | DVD      | Les Républicains et apparentés    |
|          | Frédéric Motte        | DVD      | Les Républicains et apparentés    |
|          | Guillaume Delbar      | DVD      | Les Républicains et apparentés    |
|          | Marie-Claude Lermytte | DVD      | Les Républicains et apparentés    |
|          | Maxime Cabaye         | LR       | Les Républicains et apparentés    |
|          | Aurore Colson         | DVD      | Les Républicains et apparentés    |
|          | Franck Gonsse         | DVD      | Les Républicains et apparentés    |
|          | Véronique Teintenier  | DVD      | Les Républicains et apparentés    |
|          | Bernard Gerard        | LR       | Les Républicains et apparentés    |
|          | Christine Delefortrie | DVD      | Les Républicains et apparentés    |
|          | Anne-Sophie Boisseaux | LR       | Les Républicains et apparentés    |
|          | Luc Foutry            | DVD      | Les Républicains et apparentés    |
|          | Sylvaine Brunet       | LR       | Les Républicains et apparentés    |
|          | Jean-Pierre Bataille  | DVD      | Les Républicains et apparentés    |
|          | Nadège Bourghelle-Kos | DVD      | Les Républicains et apparentés    |
|          | Eric Durand           | LR       | Les Républicains et apparentés    |
|          | Caroline Lubrez       | DVD      | Les Républicains et apparentés    |
|          | Mady Dorchies         | LR       | Les Républicains et apparentés    |
|          | Antoine Sillani       | LR       | Les Républicains et apparentés    |
|          | Yvan Hutchinson       | DVD      | Les Républicains et apparentés    |
|          | Laure Bazan           | LR       | Les Républicains et apparentés    |
|          | Valérie Six           | UDI      | Union centriste                   |
|          | Arnaud Decagny        | UDI      | Union centriste                   |
|          | Stéphanie Ducret      | UDI      | Union centriste                   |
|          | Salvatore Castiglione | UDI      | Union centriste                   |
|          | Christelle Delebarre  | UDI      | Union centriste                   |
|          | Elisabeth Gondy       | UDI      | Union centriste                   |
|          | Guislain Cambier      | UDI      | Union centriste                   |
|          | Serge Siméon          | UDI      | Union centriste                   |
|          | Danièle Ponchaux      | UDI      | Union centriste                   |
|          | Jean-Michel Michalak  | UDI      | Union centriste                   |
|          | Grégory Temprenant    | UDI      | Union centriste                   |
|          | Ludovic Rohart        | UDI      | Union centriste                   |
|          | Anne-Sophie Taszarek  | UDI      | Union centriste                   |
|          | Jean-Paul Fontaine    | UDI      | Union centriste                   |
|          | Frédéric Lefebvre     | MoDem    | MoDem, radicaux et apparentés     |
|          | Edith Varet           | MoDem    | MoDem, radicaux et apparentés     |
|          | Samira Herizi         | MR       | MoDem, radicaux et apparentés     |
|          | Sébastien Chenu       | RN       | Rassemblement national            |
|          | Sandra Delannoy       | RN       | Rassemblement national            |
|          | Philippe Eymery       | RN       | Rassemblement national            |
|          | Mélanie Disdier       | RN       | Rassemblement national            |
|          | Carlos Descamps       | RN       | Rassemblement national            |
|          | Laurence Bara         | RN       | Rassemblement national            |
|          | Pierrick Berteloot    | RN       | Rassemblement national            |
|          | Régine Andris         | RN       | Rassemblement national            |
|          | Adrien Nave           | RN       | Rassemblement national            |
|          | Virginie Fenain       | RN       | Rassemblement national            |
|          | Alexandre Dufosset    | RN       | Rassemblement national            |
|          | Patrick Plancke       | RN       | Rassemblement national            |
|          | Julien Poix           | LFI      | Pour le climat, pour l'emploi     |
|          | Karima Delli          | EÉLV     | Pour le climat, pour l'emploi     |
|          | Cédric Brun           | LFI      | Pour le climat, pour l'emploi     |
|          | Yannick Brohard       | EÉLV     | Pour le climat, pour l'emploi     |
|          | Benoit Tirmarche      | LFI      | Pour le climat, pour l'emploi     |
|          | Katy Vuylsteker       | EÉLV     | Pour le climat, pour l'emploi     |
|          | Benjamin Lucas        | G·s      | Pour le climat, pour l'emploi     |
|          | Sandrine Gombert      | PS       | Gauche républicaine et écologiste |
|          | Héloïse Dhallun       | PCF      | Gauche républicaine et écologiste |
|          | Margaux Rouchet       | PS       | Gauche républicaine et écologiste |
|          | Benjamin Saint-Huile  | DVG      | Gauche républicaine et écologiste |
|          | Martial Beyaert       | PS       | Gauche républicaine et écologiste |
|          | Jennifer de Temmerman | PS       | Gauche républicaine et écologiste |
|          | Sarah Kerrich-Bernard | PS       | Gauche républicaine et écologiste |